# Duan Xiuquan
Duan Xiuquan (né le 3 avril 1967) est un athlète chinois, spécialiste du demi-fond.

## Biographie
Il remporte la médaille d'or du 1 500 mètres lors des championnats d'Asie 1987, à Singapour, dans le temps de 3 min 45 s 11. 

### Palmarès
| Date | Compétition         | Lieu      | Résultat | Épreuve | Performance   |
| ---- | ------------------- | --------- | -------- | ------- | ------------- |
| 1987 | Championnats d'Asie | Singapour | 1er      | 1 500 m | 3 min 45 s 11 |

### Records
| Épreuve | Performance   | Lieu    | Date              |
| ------- | ------------- | ------- | ----------------- |
| 800 m   | 1 min 50 s 59 | Bangkok | 23 novembre 1989  |
| 1 500 m | 3 min 44 s 88 | Séoul   | 29 septembre 1988 |